# Museu Banrisul
O Museu Banrisul é um museu brasileiro, localizado em Porto Alegre e instalado no térreo da Casa de Cultura Mario Quintana.
Idealizado por ocasião do cinqüentenário do Banco do Estado do Rio Grande do Sul teve seu projeto aprovado em 20 de março de 1980, abrindo suas portas para visitação pública em 15 de março de 1994. Cezar Umberto Nunes Machado funcionário do Banrisul e um dos primeiros museólogos do Rio Grande do Sul foi responsável pelo desenvolvimento e execução do acervo do local, buscando itens de 1980 a 1991.
O Museu Banrisul preserva o legado da história do banco, levando à população o conhecimento da própria história do Estado, a evolução e crescimento do sistema financeiro gaúcho, delineando a sua história bancária desde o período pré-1930.
No início das operações, o museu funcionava em um prédio na Rua Otavio Rocha, na região central de Porto Alegre, com espaço para visitação e reserva técnica no mesmo lugar. Ainda em 1994, a sala de exposições se mudou e foi inaugurada na Casa de Cultura Mario Quintana. Entre 2004 e 2011, um dos andares do Memorial do Rio Grande do Sul também foi ocupado pelo museu.
Seu acervo reúne peças coletadas nas agências espalhadas pelo estado e pelo Brasil. Nele podem ser encontrados documentos, máquinas, relógios, fotografias, móveis e objetos ligados à rotina bancária.
Além de exposição permanente, o Museu Banrisul realiza mostras e eventos e coloca seu acervo à disposição dos pesquisadores e à visitação de escolas, turistas e população em geral.
No ano de 2012, um projeto de revitalização e sustentabilidade foi iniciado por um grupo de empregados do banco. Em dezembro de 2013, ações e acervo do museu passaram a ser divulgadas na internet, através da área temática do Portal Banrisul.